# Dziewiąta sesja
Dziewiąta sesja (ang. Session 9) – amerykański film fabularny z 2001.

## Główne role
- David Caruso jako Phil
- Stephen Gevedon jako Mike
- Paul Guilfoyle jako Bill Griggs
- Josh Lucas jako Hank
- Peter Mullan jako Gordon Fleming
- Brendan Sexton III jako Jeff